# İnegölspor
L'İnegölspor è una società calcistica con sede a İnegöl, in Turchia. Milita nella TFF 2. Lig, la terza serie del campionato turco di calcio.
Fondato nel 1954, il club gioca le gare casalinghe allo stadio İnegöl, che ha una capienza di 10 500 posti a sedere.

## Rosa
| N. |                    | Ruolo | Calciatore         |
| -- | ------------------ | ----- | ------------------ |
| 1  | Turchia (bandiera) | P     | Sofu Baykal        |
| 2  | Turchia (bandiera) | D     | Serhat Kalkavan    |
| 3  | Turchia (bandiera) | D     | Alişan Ural        |
| 4  | Turchia (bandiera) | D     | Mustafa Vargel     |
| 5  | Turchia (bandiera) | D     | Ömer Faruk Çelimli |
| 6  | Turchia (bandiera) | C     | Deniz Durmuş       |
| 7  | Turchia (bandiera) | C     | Okan Ünal          |
| 8  | Turchia (bandiera) | C     | Oğuz Kocabal       |
| 9  | Turchia (bandiera) | A     | Mümin Aysever      |
| 10 | Turchia (bandiera) | A     | Raif Demir         |
| 11 | Turchia (bandiera) | C     | Berkay Günay       |
| 13 | Turchia (bandiera) | P     | Doğan Özcan        |
| 15 | Turchia (bandiera) | D     | Kemal Hastürk      |

| N. |                    | Ruolo | Calciatore            |
| -- | ------------------ | ----- | --------------------- |
| 17 | Turchia (bandiera) | A     | Caner Karakuş         |
| 19 | Turchia (bandiera) | D     | Ekrem Vatansever      |
| 20 | Turchia (bandiera) | C     | Ferit Erişçi          |
| 22 | Turchia (bandiera) | C     | Özgür Mollamehmetoğlu |
| 23 | Turchia (bandiera) | C     | Sefa Cengiz           |
| 35 | Turchia (bandiera) | D     | Bayram Çetin          |
| 70 | Turchia (bandiera) | C     | İlhan Depe            |
| 77 | Turchia (bandiera) | C     | Eray Açıkgöz          |
| 80 | Turchia (bandiera) | C     | Gökhan Arslan         |
| 88 | Turchia (bandiera) | C     | Çağdaş Topal          |
| 93 | Turchia (bandiera) | P     | Fatih Gülmez          |
| 99 | Turchia (bandiera) | A     | Engin Memişler        |

## Partecipazione ai campionati
- TFF 1. Lig: 1985-1990
- TFF 2. Lig: 1984-1985, 1990-1993, 1996-1997, 2001-2008, 2012-
- TFF 3. Lig: 1993-1996, 1997-1901, 2008-2012

## Palmarès

### Competizioni nazionali
- TFF 3. Lig: 3

1984-1985, 1995-1996, 2011-2012

### Altri piazzamenti
- TFF 2. Lig:

Secondo posto: 2012-2013 (gruppo bianco)